# Општина Савинешти (Њамц)
Савинешти (рум. Săvineşti) општина је у Румунији у округу Њамц.
Oпштина се налази на надморској висини од 291 m.